# 1. Untersuchungsausschuss der 19. Wahlperiode des Deutschen Bundestages
Der 1. Untersuchungsausschuss der 19. Wahlperiode des Deutschen Bundestages beschäftigte sich mit dem Terroranschlag auf dem Breitscheidplatz in Berlin vom 19. Dezember 2016. Der Untersuchungsausschuss des Deutschen Bundestags nahm im März 2018 die Arbeit auf. Der Abschlussbericht wurde am 21. Juni 2021 übergeben.

## Antrag und Einsetzung
Die Fraktionen von CDU/CSU und SPD hatten in einem gemeinsamen Antrag (19/455) vom 17. Januar 2018 die Einsetzung eines Untersuchungsausschusses zum Anschlag auf dem Berliner Breitscheidplatz am 19. Dezember 2016 gefordert. Weitere Anträge brachten die Fraktionen von FDP (19/229), Die Linke (19/418) und Bündnis 90/Die Grünen (19/248) ein. Alle vier Initiativen wurden im Bundestag am 18. Januar 2018 erstmals debattiert und zur weiteren Beratung an den Ausschuss für Wahlprüfung, Immunität und Geschäftsordnung überwiesen.
Nachdem der Bundestag am 1. März 2018 einstimmig einen Untersuchungsausschuss zum Anschlag auf dem Berliner Breitscheidplatz am 19. Dezember 2016 eingesetzt hatte, konstituierte sich das neunköpfige Gremium noch am selben Tag unter Vorsitz von Bundestagspräsident Wolfgang Schäuble. Den Vorsitz des Ausschusses übernahm der CDU-Abgeordnete Armin Schuster. Der SPD-Abgeordnete Mahmut Özdemir wurde zum Stellvertreter bestimmt.

## Mitglieder des Untersuchungsausschusses
Der Ausschuss stand seit dem 26. September 2019 unter Vorsitz von Klaus-Dieter Gröhler (CDU/CSU).
Dem Untersuchungsausschuss gehörten neben Gröhler noch acht Abgeordnete des Deutschen Bundestages als ordentliche Mitglieder an: Für die CDU/CSU-Fraktion Alexander Throm (ab 27. September 2019) und Volker Ullrich, für die SPD-Fraktion Mahmut Özdemir (stellvertretender Vorsitzender) und Fritz Felgentreu, für die AfD-Fraktion Stefan Keuter, für die FDP-Fraktion Benjamin Strasser, für die Fraktion Die Linke Martina Renner und für die Fraktion Bündnis 90/Die Grünen Irene Mihalic.
Weitere neun Abgeordnete waren als stellvertretende Ausschussmitglieder tätig: Für die CDU/CSU-Fraktion Andrea Lindholz, Detlef Seif und Christoph de Vries (ab Juli 2020), für die SPD-Fraktion Johannes Fechner und Helge Lindh (seit 12. November 2019), für die AfD-Fraktion Thomas Seitz, für die FDP-Fraktion Katharina Willkomm, Niema Movassat für die Fraktion Die Linke und Konstantin von Notz für die Fraktion von Bündnis 90/Die Grünen.
Von März 2018 bis zu seinem vollständigen Rückzug aus dem Untersuchungsausschuss im September 2019 leitete Armin Schuster (CDU) den Ausschuss. Ausgeschieden aus dem Untersuchungsausschuss ist auch die Abgeordnete Gabriela Heinrich (SPD), im Ausschuss tätig vom 1. März 2018 bis 15. Oktober 2019. Im Juni 2020 verließ Philipp Amthor (CDU), der bis dahin stellvertretendes Mitglied war, den Untersuchungsausschuss.

## Untersuchungsauftrag
Der Ausschuss sollte den Anschlag und seine Hintergründe aufklären und sich ein Gesamtbild vom Handeln der zuständigen Behörden verschaffen sowie darauf aufbauend Empfehlungen für die Arbeit der im Untersuchungsauftrag benannten Behörden und für die Betreuung und Unterstützung von Hinterbliebenen und Opfern solcher Anschläge entwickeln.

## Sitzungen
Die öffentlichen Sitzungen des 1. Untersuchungsausschusses der 19. Wahlperiode zur Beweiserhebung fanden grundsätzlich an Donnerstagen in den Sitzungswochen des Deutschen Bundestages statt. Vor den öffentlichen Sitzungen finden nicht-öffentliche Sitzunmgen statt. Die erste öffentliche Sitzung fand am 19. April 2018 statt. In der Folge wurden zahlreiche Sachverständige und Zeugen sowie Verantwortliche aus Politik, Justiz und Verwaltung angehört.
Zu den – teils mehrfach eingeladenen – Sachverständigen zählten Kay Hailbronner, Alexander Eisvogel, Heinz Fromm und Jürgen Maurer.
Als Zeugen gehört wurden – teils mehrfach – auch Bernhard Kretschmer, Bruno Jost, Mario Czaja, Emily Haber, Hans-Georg Maaßen, Holger Münch und Bruno Kahl, Torsten Akmann, Peter Frank und Thomas Lenz, Andreas Geisel sowie Lorenz Caffier und Ralf Jäger.

## BGH-Entscheidung zum Umfang der Beweisaufnahme (2019)
Die Ausschussmitglieder Martina Renner, Benjamin Strasser und Konstantin von Notz beantragten im Untersuchungsausschuss, von der Bundesregierung auch die Akten des Bundesnachrichtendienstes und des Bundesamtes für Verfassungsschutz beizuziehen, die dem Parlamentarischen Kontrollgremium auf Grund dessen Anforderungsbeschlusses vom 16. Januar 2017 vorgelegt worden waren, um so zu untersuchen, welche Akten diesem geheim tagendem Hilfsorgan des Deutschen Bundestages zur Kontrolle der Geheimdienste zur Verfügung gestellt worden waren; die Ausschussmehrheit der Mitglieder der Regierungskoalition (CDU/CSU und SPD) lehnte diesen Antrag ab; sie war der Meinung, er sei unzulässig, weil er gegen die Geheimhaltungsvorschriften des Kontrollgremiumgesetzes, § 10 Abs. 1, verstoße. Gegen die Ablehnung des Antrags wandte sich die Ausschussminderheit an den Ermittlungsrichter des Bundesgerichtshofs, der ihrem Begehren mit Beschluss vom 30. August 2018 im Wesentlichen stattgab und den Ausschuss verpflichtete, dem Beweisantrag mehrheitlich zuzustimmen. Gegen die Entscheidung des Ermittlungsrichters wiederum legte der Ausschuss Beschwerde ein, über die der 3. Strafsenat des Bundesgerichtshofs zu entscheiden hatte.
Der 3. Strafsenat des Bundesgerichtshofs stellte am 6. Februar 2019 fest, dass der Untersuchungsausschuss verpflichtet ist, von der Bundesregierung auch diejenigen Akten der Geheimdienste beizuziehen, die diese bereits dem Parlamentarischen Kontrollgremium zur Verfügung gestellt hatte. Der Entscheidung vorausgegangen war ein Streit zwischen einer Minderheit des Ausschusses, die die Beweiserhebung beantragt hatte, und dem Ausschuss selbst, der eine solche für unzulässig hielt, weil sie gegen Geheimhaltungsvorschriften verstoße. Der Senat bestätigte damit die Entscheidung des Ermittlungsrichters weitgehend. Die beantragte Beweiserhebung ist demnach nicht unzulässig; das für das Parlamentarische Kontrollgremium gesetzlich bestimmte Beratungsgeheimnis stehe der beantragten Beweiserhebung nicht entgegen, weil sich diese nicht auf die Inhalte der Beratungen des Gremiums bezieht. Die Verschwiegenheitspflicht der Mitglieder des Gremiums werde nicht verletzt. Es bleibe es der Bundesregierung unbenommen, einzelne geheimhaltungsbedürftige Unterlagen nicht herauszugeben. Der 3. Strafsenat hat die Beweiserhebung nicht selbst angeordnet, sondern lediglich festgestellt, dass eine Verpflichtung des Untersuchungsausschusses zur Erhebung der Beweise besteht. Dies hat er im Wesentlichen damit begründet, dass davon auszugehen ist, dass der Ausschuss wegen seiner Bindung an Recht und Gesetz die Entscheidung des Senats befolgen wird.

## BVerfG-Beschluss zur Zeugenvernehmung eines „V-Mannes“ (2020)
Medien hatten berichtet, dass das Bundesamt für Verfassungsschutz mindestens eine Vertrauensperson („V-Mann“) im Umfeld einer vom Attentäter besuchten Moschee geführt habe. Der Untersuchungsausschuss ersuchte daher das Bundesministerium des Innern, für Bau und Heimat, ihm zur Vorbereitung weiterer Beweiserhebungen diejenigen Mitarbeiter des Bundesamtes für Verfassungsschutz zu benennen, die mit der V-Mann-Führung befasst waren; das lehnte das Bundesministerium ab unter Berufung auf die nachteiligen Auswirkungen, die eine derartige Vernehmung im Untersuchungsausschuss auf die Funktions- und Arbeitsfähigkeit des Bundesamtes für Verfassungsschutz habe. Der V-Mann-Führer sei in einer laufenden Quellenoperation eingesetzt, sein Bekanntwerden habe ein erhebliches Enttarnungsrisiko für den V-Mann, damit verbunden sei eine Gefahr für Leib und Leben des V-Manns und auch des V-Mann-Führers. Das Bundesministerium benannte daher einen Beschaffungsleiter des Bundesamtes für Verfassungsschutz und später auch den für die Führung des V-Manns zuständigen Referatsleiter als Zeugen.
Die Fraktionen der Freien Demokraten, Die Linke und Bündnis 90/Die Grünen im Deutschen Bundestag sowie die Obleute dieser Fraktionen im Untersuchungsausschuss Benjamin Strasser, Martina Renner und Irene Mihalic, rügten daraufhin im Wege des Organstreitverfahrens eine Verletzung ihrer Rechte sowie eine Verletzung der Rechte des Deutschen Bundestages aus Art. 44 GG.
Mit dem am 3. Februar 2021 veröffentlichten Beschluss vom 16. Dezember 2020 hat der Zweite Senat des Bundesverfassungsgerichts unter Mitwirkung der Richterinnen und Richter Vizepräsidentin Doris König, Peter M. Huber, Monika Hermanns, Sibylle Kessal-Wulf, Peter Müller, Ulrich Maidowski und Christine Langenfeld den Antrag zurückgewiesen. Die Weigerung des Bundesministeriums, den V-Mann-Führer zu benennen, verletzte das Beweiserhebungsrecht des Untersuchungsausschusses aus Art. 44 Abs. 1 Satz 1 GG nicht, „da das parlamentarische Aufklärungsinteresse unter Berücksichtigung der Besonderheiten des spezifischen verfahrensgegenständlichen Quelleneinsatzes ausnahmsweise hinter den Belangen des Staatswohls zurückstehen muss“.

„Die parlamentarische Kontrolle der Nachrichtendienste ist angesichts ihrer in der Regel verdeckten Arbeitsweise und des damit verbundenen Risikos von Missständen von hervorragender Bedeutung. Dies gilt grundsätzlich auch im Hinblick auf den Einsatz von V-Personen.
Die Bundesregierung kann eine Mitwirkung an der Vernehmung eines V-Person-Führers im Untersuchungsausschuss unabhängig von einer konkreten Grundrechtsgefährdung unter Berufung auf eine Vertraulichkeitszusage verweigern, wenn Gründe des Staatswohls dies im Einzelfall zwingend erfordern. Dies kann in besonders gelagerten Sachverhalten der Fall sein, wenn allein die Zusage und Wahrung uneingeschränkter Vertraulichkeit die Arbeitsfähigkeit der Nachrichtendienste in einem bestimmten Milieu gewährleistet. Für das Vorliegen derartiger spezifischer Umstände, die die Erteilung und Wahrung einer unbeschränkten Vertraulichkeitszusage rechtfertigen, bedarf es einer besonderen vorherigen Begründung.“

Eine abweichende Meinung zum Mehrheitsbeschluss des Zweiten Senats äußerte dabei der Richter Peter Müller.